# Paradise by the Dashboard Light
Paradise by the Dashboard Light (engl. für „Paradies im Licht des Armaturenbretts“) ist ein von Jim Steinman geschriebener Rocksong, der 1977 als Duett von Meat Loaf und Ellen Foley auf dem Album Bat out of Hell veröffentlicht wurde.

## Hintergrund
Das Stück ist mit 7 Minuten und 55 Sekunden eines der längsten Lieder, das jemals auf einer Single veröffentlicht wurde. Die Albumversion dauert 8:28. Der Song ist unterteilt in drei Abschnitte.
Der erste Teil, Paradise, beginnt mit der Erinnerung an ein Rendezvous eines jungen High-School-Pärchens. Beim Parken am See erleben die beiden ihr „Paradies im Licht des Armaturenbretts“. Der Junge versucht das Mädchen mit „go all the way tonight“ zu überreden, einer Metapher aus dem Baseball-Jargon, die im US-amerikanischen Sprachgebrauch für sexuellen Verkehr steht. Seine Bemühungen werden unterlegt durch die Radioübertragung eines Baseball-Spiels, bei dem der Stadionsprecher der New York Yankees, Phil Rizzuto weitere Baseballbegriffe benutzt, die als Metaphern mit sexuellen Anspielungen gelten. 
Die Baseball-Übertragung wurde 1976 in der The Hit Factory in New York von Rundgren, Meat Loaf und Steinman aufgenommen. Rizzuto bestritt später, vom sexuellen Kontext seines Beitrags gewusst zu haben. Meat Loaf beteuerte jedoch, dass Rizzuto seine Ahnungslosigkeit nur vorgetäuscht habe, um der Kritik eines Priesters entgegenzutreten.
Der zweite Teil des Lieds, Let Me Sleep on It, beginnt mit dem Ausruf des Mädchens “Stop right there!” Sie verweigert sich und verlangt von dem Jungen, ihr ewige Liebe zu schwören und sie zu heiraten. Der Junge zögert, solch weitreichende Versprechungen zu machen und versucht wiederholt, sie weiter zu überreden, noch einmal „darüber zu schlafen“ und ihr die Antwort erst am nächsten Morgen zu geben. Schließlich gibt er auf und verspricht ihr „bei Gott und dem Grab seiner Mutter, dass er sie bis zum Ende aller Zeiten lieben wird“.
Der dritte Teil, Praying for the End of Time, spielt in der Gegenwart. Der männliche Part kann die Gegenwart seiner Geliebten nicht länger ertragen. Weil er aber sein Versprechen nicht brechen kann, betet er für das Ende der Zeiten, um ihn von seinem Versprechen zu erlösen. Das Lied endet mit der Nebeneinanderstellung der bedrückten Rückschau des männlichen Parts “It was long ago, it was far away, it was so much better than it is today!” und ihrer fröhlichen Antwort “It never felt so good, it never felt so right, we’re glowing like the metal on the edge of a knife.”
Obwohl das Lied auf dem Album mit Ellen Foley aufgenommen wurde, wurde das Video mit Karla DeVito gedreht. 2012 wurde das Lied in der Glee-Folge And the Winner is … gecovert. Diese Version erreichte Platz 95 der britischen Single-Charts.

## Kommerzieller Erfolg

### Chartplatzierungen
Die Single hatte nur begrenzten Erfolg in den USA und erreichte Platz 39 der Billboard Hot 100. In England kam das Lied nicht in die Charts, während es in den Niederlanden der größte Erfolg von Meat Loaf wurde und Platz eins der Charts erreichte.
| ChartsChartplatzierungen       | Höchstplatzierung | Wochen |
| ------------------------------ | ----------------- | ------ |
| Vereinigte Staaten (Billboard) | 39 (10 Wo.)       | 10     |

### Auszeichnungen für Musikverkäufe
| Land/Region                  | Auszeichnungen für Musikverkäufe (Land/Region, Auszeichnung, Verkäufe) | Verkäufe  |
| ---------------------------- | ---------------------------------------------------------------------- | --------- |
| Australien (ARIA)            | Platin                                                                 | 70.000    |
| Kanada (MC)                  | Gold (Physisch) · + Platin (Digital)                                   | 155.000   |
| Neuseeland (RMNZ)            | Platin                                                                 | 30.000    |
| Niederlande (NVPI)           | Platin                                                                 | 150.000   |
| Vereinigte Staaten (RIAA)    | Platin                                                                 | 1.000.000 |
| Vereinigtes Königreich (BPI) | Platin                                                                 | 600.000   |
| Insgesamt                    | 1× Gold · 6× Platin ·                                                  | 2.005.000 |

Hauptartikel: Meat Loaf/Auszeichnungen für Musikverkäufe